# Ruben Apers
Ruben Apers (Vrasene, 25 augustus 1998) is een Belgische wielrenner.

## Carrière
Apers reed in de jeugd bij de jongerenploeg van Lotto. Op 17 maart 2019 raakte hij betrokken bij een zwaar ongeval in de beloftenwedstrijd Mémorial Alfred Gadenne in Dottenijs. Met een aantal renners raakte hij van het parcours af, en aan een kruispunt werd de groep aangereden door een bestelwagen. De 19-jarige renner Stef Loos raakte zwaar gewond en overleed 's nachts in het ziekenhuis. Ook Apers raakte gewond, maar ging na een lange revalidatie weer wielrennen. In augustus 2019 kende Apers een nieuw opdoffer, toen zijn goede koersvriend, profrenner Bjorg Lambrecht, overleed na een val in de Ronde van Polen.
Apers werd in 2021 profrenner bij Sport Vlaanderen-Baloise. Bij de ploeg reed hij twee jaar rond, aan het eind van het seizoen 2023 werd zijn aflopende contract niet verlengd. Hij ging daarop rijden voor het Britse clubteam Ribble Rebellion waarmee hij onder meer gravelwedstrijden reed.

## Overwinningen
2020
jongerenklassement Koers van de Olympische Solidariteit

## Resultaten in voornaamste wedstrijden
|      | \| Jaar \| Gent-Wevelgem \| Ronde van Vlaanderen \| Parijs-Roubaix \| Amstel Gold Race \| Luik-Bast.‑Luik \| Waalse Pijl \| Parijs-Tours \| \| ---- \| ------------- \| -------------------- \| -------------- \| ---------------- \| --------------- \| ----------- \| ------------ \| \| 2021 \| \| opgave \| \| 80e \| 136e \| \| opgave \| \| 2022 \| \| \| \| 113e \| 90e \| 135e \| \| \| 2023 \| opgave \| \| 81e \| \| opgave \| \| \| |                      |                |                  |                 |             |              |
| Jaar | Gent-Wevelgem | Ronde van Vlaanderen | Parijs-Roubaix | Amstel Gold Race | Luik-Bast.‑Luik | Waalse Pijl | Parijs-Tours |
| 2021 | | opgave               |                | 80e              | 136e            |             | opgave       |
| 2022 | |                      |                | 113e             | 90e             | 135e        |              |
| 2023 | opgave |                      | 81e            |                  | opgave          |             |              |

## Ploegen
- 2015 –  Isorex Cycling Team
- 2016 –  Isorex Cycling Team
- 2017 –  Lotto - Soudal U23
- 2018 –  Lotto - Soudal U23
- 2019 –  Lotto - Soudal U23
- 2020 –  Lotto - Soudal U23
- 2021 –  Sport Vlaanderen-Baloise
- 2022 –  Sport Vlaanderen-Baloise
- 2023 –  Team Flanders-Baloise
- 2024 –  Ribble Rebellion

Apers · Berckmoes · Bonneu · Braet · Colman · 
De Pestel · De Vylder · De Wilde · Dens · 
Fretin · Ghys · Herregodts · Hesters · Marit · Mertens · Reynders · Van Poucke · Van Rooy · Vanhoof · Verwilst · Weemaes
Apers · Berckmoes · Bonneu · Braet · Claeys · Clynhens · Colman · De Pestel · De Vylder · De Wilde · Dens · Fretin · Gerits · Hesters · Maris · Van Hemelen · Van Poucke · Vandenbranden · Vanhoof · Verwilst